# Allen E. Ertel

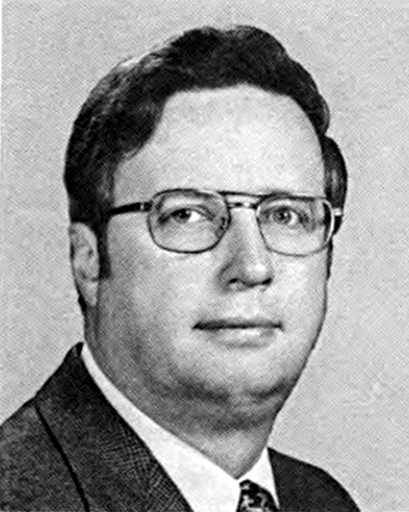
Allen E. Ertel

Allen Edward Ertel (* 7. November 1937 in Williamsport, Pennsylvania; † 19. November 2015 ebenda) war ein US-amerikanischer Politiker. Zwischen 1977 und 1983 vertrat er den Bundesstaat Pennsylvania im US-Repräsentantenhaus.

## Werdegang
Allen Ertel besuchte die öffentlichen Schulen seiner Heimat und danach bis 1958 das Dartmouth College. Im Jahr 1959 absolvierte er die Thayer School of Engineering und die Amos Tuck School of Business Administration. Zwischen 1959 und 1962 diente er in der US Navy. In den Jahren 1965 und 1966 arbeitete er für den Bundesrichter Caleb Merrill Wright. Nach einem gleichzeitigen Jurastudium an der Yale University und seiner 1965 erfolgten Zulassung als Rechtsanwalt begann er in Williamsport in diesem Beruf zu praktizieren. Zwischen 1968 und 1976 war er Bezirksstaatsanwalt im Lycoming County.
Politisch schloss sich Ertel der Demokratischen Partei an. Im Juli 1972 nahm er als Delegierter an der Democratic National Convention in Miami Beach teil. Bei den Kongresswahlen des Jahres 1976 wurde er im 17. Wahlbezirk von Pennsylvania in das US-Repräsentantenhaus in Washington, D.C. gewählt, wo er am 3. Januar 1977 die Nachfolge des Republikaners Herman T. Schneebeli antrat. Nach zwei Wiederwahlen konnte er bis zum 3. Januar 1983 drei Legislaturperioden im Kongress absolvieren.
1982 verzichtete Allen Ertel auf eine weitere Kongresskandidatur. Stattdessen bewarb er sich erfolglos um das Amt des Gouverneurs von Pennsylvania. Zwei Jahre später scheiterte auch seine Kandidatur als Attorney General seines Staates. Er war seit seinem Ausscheiden aus dem Kongress als Rechtsanwalt tätig.